# Lago Goose
El lago Goose (en inglés: Goose Lake, literalmente, 'lago del Ganso') es un lago glacial alcalino estadounidense que se encuentra en el valle homónimo en la frontera entre los estados de Oregón y California, y pertenece a la cuenca del río Pit, un afluente del río Sacramento.

## Geografía
La parte norte del lago se encuentra en el condado de Lake, en Oregón, y la parte sur se encuentra en el condado de Modoc, en California. Las montañas en el extremo norte del lago forman parte del bosque nacional de Fremont y el extremo sur del lago se encuentra junto a las tierras del bosque nacional de Modoc. La mayor parte de propiedades del valle alrededor del lago son tierras agrícolas privadas, aunque en el lado de Oregón hay un área recreacional estatal Goose Lake (Goose Lake State Recreation Area).
El lago Goose es el centro de una cuenca hidrográfica semicerrada. Su cuenca es normalmente endorreica, pero durante los períodos de aguas altas que siguen a las fuertes lluvias o el deshielo a veces desemboca en el río Pit, que forma parte de la cuenca del río Sacramento. Durante los años 1970 y 1980 el USGS consideró el lago Goose como parte de la cuenca del Sacramento, pero ha redefinido la cuenca como una cuenca cerrada.
El lago se secó completamente en los años 1851, 1852, 1926, 1929-1934, 1992, 2009 y 2013. Anteriormente, el lago Goose era la fuente ordinaria del río Pit, que desemboca en el río Sacramento en California, pero la desviación del agua ha provocado que el nivel del lago baje su salida. La fuente del río Pit está ahora al sur del lago Goose y la salinidad del lago está aumentando, amenazando las poblaciones de peces. Durante los raros niveles de agua altas, el lago Goose todavía se derrama en el río del Pit.
El lago Goose es parte de una vaguada geológica, la Walker Lane,[cita requerida] que se extiende desde Oregón al sur pasando por el valle de la Muerte.

## Usos recreativos
El lago Goose atrae a observadores de naturaleza, campistas y practicantes de deportes de remo. Es el hábitat de muchas flora y fauna, como el achichilique occidental, zarapito americano, y una gran manada de ciervos mulo que pasan gran parte del tiempo en la zona de acampada 48.
El parque ofrece duchas de agua caliente, áreas verdes adecuadas para la acampada, sitios pavimentados, árboles de sombra, chimeneas, conexiones eléctricas, de teléfono, y una estación de descarga. El camping está abierto de mediados de abril a mediados de octubre. Las actividades recreativas en, o alrededor del lago, incluyen kayak, piragüismo y caza, pero no pesca. Cuando el lago está lleno, tiene una profundidad máxima de 7,3 m.

## Historia
El lago está situado cerca de la histórica ruta del Fandango Pass utilizada para la llegada a California de colonos en el siglo XIX. A mitad de ese siglo XIX, sobre todo durante la fiebre del oro de California, el atajo Applegate-Lassen (Applegate-Lassen Cut-Off) de la ruta de California dejaba la vía principal cerca del actual embalse Rye Patch y cruzaba el desierto Black Rock, en el camino al lago Goose y los campos de oro de California. El atajo Lassen (Lassen Cut-Off) continuaba por el río Pit en el Valle Central de California, mientras que el atajo Applegate entraba en el sur de Oregón a lo largo del río Lost.

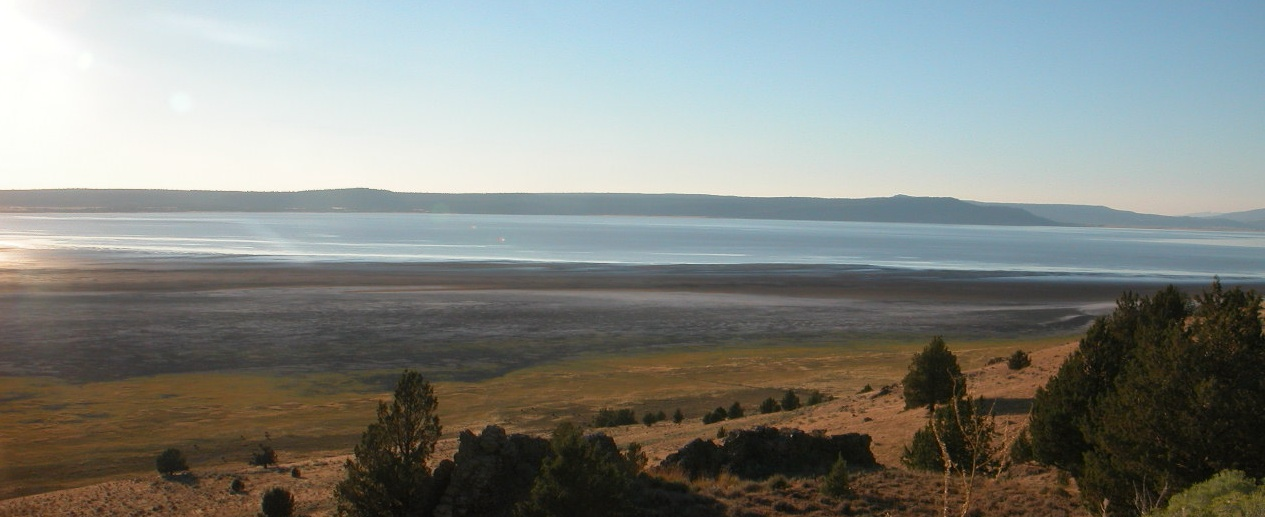
Extremo meridional del lago